# جان اس. باون
جان اس. باون (انگلیسی: John S. Bowen; ۳۰ اکتبر ۱۸۳۰ – ۱۳ ژوئیهٔ ۱۸۶۳) فرد نظامی اهل ایالات متحده آمریکا بود.